# Antoine Boute
Antoine Boute, né le 21 février 1978 à Bruxelles, est un écrivain, poète sonore et enseignant belge.

## Biographie
Antoine Boute naît le 21 février 1978 à Bruxelles,,. Écrivain, poète sonore, essayiste, organisateur d'événements, il explore les impacts entre corps, langue et voix selon divers supports et moyens (papier, internet, scène) et aime collaborer avec d'autres auteurs et artistes dont notamment Lucille Calmel, Sébastien Lacomblez, Mylène Lauzon, Mauro Pawlowski ou encore Charles Pennequin. Il participe à l'Armée noire depuis ses débuts en 2007. Sa pratique repose fondamentalement sur le langage, ses limites et ses détournements. Son œuvre est un jeu constamment reformulé, absurde, inquiétant et amusant, auquel il convie qui souhaite y participer. « Sous ses airs faussement foutraques, son travail est en fait une partie fine de gai savoir, où l’expérimental, à la fois magnifié et moqué, connaît des développements inattendus, où la mécanique du loufoque vient doubler une autre mécanique, qu’on osera qualifier de schizo-analytique » écrit Christophe Claro. Il organise également des événements, comme les soirées mensuelles BRUL aux Ateliers Claus à Bruxelles et un festival de performances dans la forêt de Soignes,.
Il publie notamment Cavales (Mix, 2005), Brrr ! Polars expérimentaux (Voix, 2010), Tout Public (Les Petits matins, 2011), Les Morts rigolos (Les Petits matins, 2014), S'enfonçant, spéculer un roman publié aux éditions bruxelloises Onlit en 2015,. Il sort le roman Inspectant, reculer aux éditions Onlit en 2016. Il enchaîne avec Opérations biohardcores dont l'illustration est confiée à Chloé Schuiten et alimente la collection « Les grands soirs » des éditions Les Petits matins en 2017.
En 2020, il écrit Manuel de civilité biohardcore illustré par Stéphane De Groef et Adrien Herda, publié conjointement par
Frémok et Tusitala en 2020. L'ouvrage traite des problèmes du monde et offre des solutions outrancières. L'année suivante, il reçoit le prix de la première œuvre en bande dessinée de la Fédération Wallonie-Bruxelles pour cet ouvrage. Il sort la même année On peut boire la transpiration d’un cheval. En outre, il collabore régulièrement à Mon lapin quotidien, édité par L'Association.
Il est régulièrement invité à faire des lectures/performances dans des festivals, lieux d’art et de spectacles tant en Belgique, qu'en Europe, en Amérique ou encore au Japon, seul ou parfois associé avec des groupes musicaux ou théâtraux expérimentaux. 
Parallèlement, Boute enseigne la littérature à l’ESA Saint-Luc et Écriture mémoire à l’École de recherche graphique (ERG).

### Vie privée
Il vit à Tervuren. Il est le père de Victor et Lucas Boute.

## Analyse
« Antoine Boute est l’un des représentants les plus emblématiques de la poésie expérimentale en Belgique. Son œuvre, plurielle, se caractérise par une singularité forte, une identité tout à la fois propre et hybride, mutante, inquiétante, excitante. »

— Sébastien Biset, docteur en histoire de l'art, musicien et zythosophe.

## Œuvre

### Publications
- Terrasses, éditions Mix, Paris, 2004  (ISBN 2-914722-33-8).
- Blanche, éditions Mix, Paris, 2004  (ISBN 2-914722-40-0).
- Cavales, éditions Mix, Paris, 2005  (ISBN 2-914722-42-7).
- Retirez la sonde, éditions de l'Âne qui butine, Lille-Mouscron, 2007.
- Technique de pointe (tirez à vue), Le Quartanier, coll. « Phacochères », Montréal, 2007  (ISBN 9782923400211).
- Du toucher. Essai sur Pierre Guyotat, Publie.net, 2008.
- Neuf polars de saison, éditions publie.net, 2008.
- Blanche Rouge, Amay, L'Arbre à Paroles, coll. « Poésie Ouverte sur le Monde », 2009  (ISBN 978-2-87406-455-5) — réédition en 2011  (ISBN 978-2-87406-519-4).
- Brrr ! Polars expérimentaux, éditions Voix, Elne, 2010.
- Post crevette, Christoph Bruneel (ill.), Mouscron, L'Âne qui butine, coll. « Xylophage », 2010  (ISBN 9782960041668).
- Émissions, éditions Voix, Elne, 2010.
- Tout Public, Paris, Les Petits matins, coll. « Les Grands soirs », 2011  (ISBN 978-2-915879-91-9).
- Les Morts rigolos, avec Victor et Lucas Boute, Paris, Les Petits matins, coll. « Les Grands soirs », no 33 , 2014  (ISBN 9782363831415).
- Antoine Boute, S'enfonçant, spéculer[10] (roman), Bruxelles, Onlit éditions, coll. « Onlit books » (no 48), 2015, 200 p. (ISBN 9782875600622).
- Antoine Boute, Inspectant, reculer[12] (roman), Bruxelles, Onlit éditions, 2016, 261 p. (ISBN 9782875600806).
- Opérations biohardcores[13], illustrations de Chloé Schuiten, Paris, Les Petits Matins, coll. « Les Grands soirs », 2017   (ISBN 978-2-36383-238-2).
- Apnée, avec Chloé Schuiten, Clément Thiry et Jeanne Pruvot Simonneaux, Bruxelles, Onlit, 2018  (ISBN 9782875600950).
- Prompt, Alençon, Fraîches Fictions, Les Bains-Douches, 2020.
- On peut boire la transpiration d'un cheval[16], avec participants anonymes, Les Petits matins, Paris, 2021, 128 p.,  (ISBN 9782363833198).
- Antoine Boute, Siestes pilotes (poésie), Paris, Backland, 23 avril 2025, 98 p. (ISBN 9782959402753).

#### Anthologies
- Antoine Boute et al. (préf. Gérald Purnelle), Une poésie de vingt ans : anthologie de la poésie en Belgique francophone (2000-2020), Bruxelles, coll. « Espace Nord », 2022, 434 p. (ISBN 978-2-87568-557-5).

#### Albums de bande dessinée

##### Comme scénariste
- Manuel de civilité biohardcore[14],[21],[22],[23], Frémok ; Tusitala, Bruxelles ; Paris, 20 août 2020
Scénario : Antoine Boute - Dessin et couleurs : Stéphane De Groef et Adrien Herda -  (ISBN 979-10-92159-21-9) — réédition en 2021  (ISBN 9791092159240).

##### Comme traducteur
Cowboy Henk
- 5. La Nouvelle Blague, Frémok, coll. « Amphigouri », Bruxelles, 24 octobre 2024
Scénario : Herr Seele - Dessin : Kamagurka - Couleurs : Émilie Gleason -  (ISBN 978-2-390-22047-3) — Traduction : Antoine Boute.

#### En revues et journaux
- 2020 : publication dans les nos 13-15 de Mon lapin quotidien[24]
- 2021 : publication dans les nos 16-19 de Mon lapin quotidien[24]
- 2022 : publication dans le no 23 de Mon lapin quotidien[24]
- 2023 : publication dans le no 27 de Mon lapin quotidien[24]
- 2024 : publication dans les nos 28-31 de Mon lapin quotidien[24]
- 2025 : publication dans le no 32 de Mon lapin quotidien[24].

### Expositions
- Manuel de civilité Bio hardcore, une exposition de Antoine Boute, Stéphane de Groef et Adrien Herda, Galerie Arts Factory, Paris, du 1er au 19 septembre 2020[25],[26].

### Performances
- 2014 : Stagiaires, larmes, tropiques[27] d'après Antoine Boute
- 2016 : Optimum Park[27] de Sébastien Biset, conception Sébastien Lacomblez
- 2025 : Conférence énervée[27] d’Antoine Boute.

## Prix et distinctions
- 2021 :  prix de la première œuvre en bande dessinée de la Fédération Wallonie-Bruxelles pour Manuel de civilité biohardcore[2], partagé avec Stéphane De Groef et Adrien Herda.

### Podcasts
- Antoine Boute, poète belge, livre "Les Morts rigolos" émission Les carnets de la création présentée par Aude Lavigne, sur France culture, 26 novembre 2014, (4 min 52 s).
- Antoine Boute - Entrez sans frapper, émission Entrez sans frapper, présentée par Jérôme Colin, sur La Première , 22 juin 2018, (9 min 53 s).

### Vidéographie
- [vidéo] « Antoine Boute Burlesque#2 », sur YouTube, 3 mai 2009
- [vidéo] « Stéphane De Groef, Antoine Boute et Adrien Herda : Prix de la Première œuvre en bande dessinée. », sur YouTube, 8 novembre 2021
- [vidéo] « Antoine Boute et Chloé Schuiten en interview à propos de Apnée », sur YouTube, 9 novembre 2022
- [vidéo] « Les Fenêtres/27 Antoine Boute hypnose stomacale », sur YouTube, 21 mars 2023
- [vidéo] « Appelle-moi Poésie - Saison 4 | Antoine Boute », sur YouTube, 31 mars 2024